# Alfred Eisenstaedt

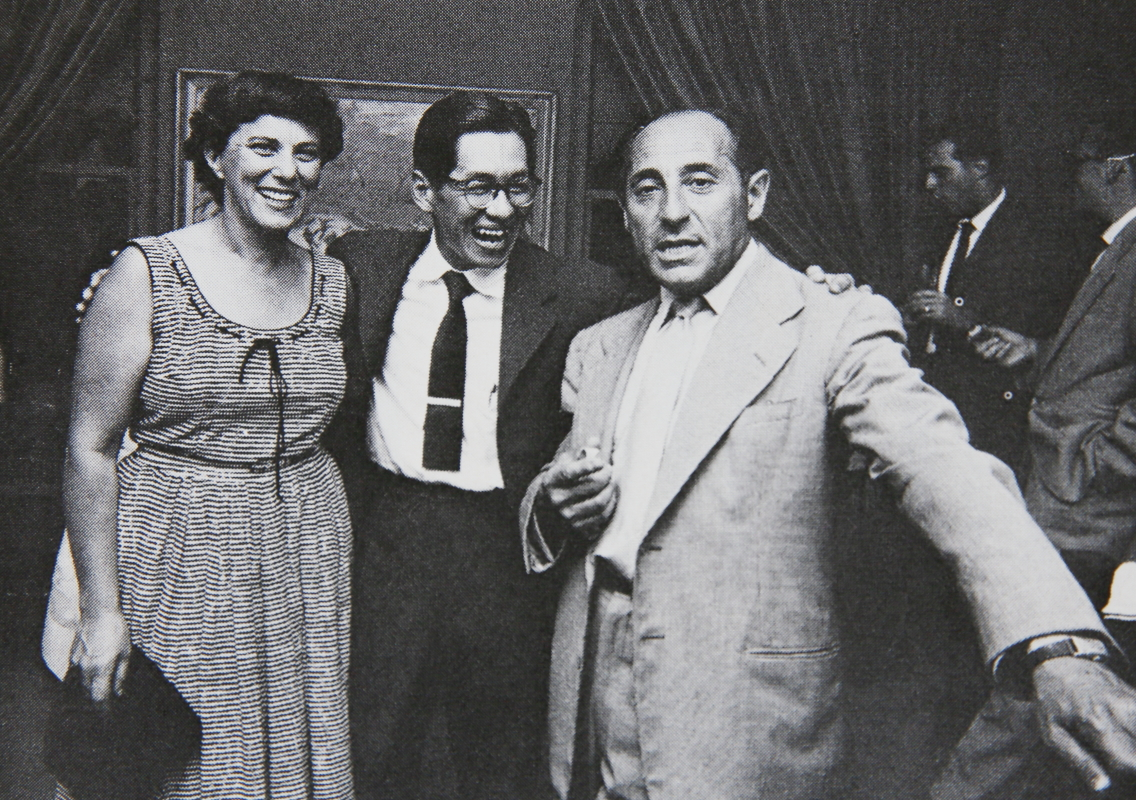
Eisenstaedt im Jahre 1954 (rechts)

Alfred Eisenstaedt (geboren 6. Dezember 1898 in Dirschau, Westpreußen, Deutsches Reich; gestorben 24. August 1995 in Oak Bluffs, Martha’s Vineyard, Massachusetts, USA) war einer der einflussreichsten Fotoreporter des 20. Jahrhunderts.

## Leben
Alfred Eisenstaedt war ein Sohn des Kaufmanns Joseph Eisenstaedt und der Regina Schoen; er hatte jüngere Geschwister. Er begann im Alter von vierzehn Jahren mit einer geschenkten Eastman Kodak Faltkamera No 3 zu fotografieren. Nach dem Abitur wurde er 1916 zum Wehrdienst eingezogen und diente im Ersten Weltkrieg in einer Artillerieeinheit an der Westfront. Durch einen Schrapnelltreffer wurde er verwundet; der Rest seiner Einheit kam ums Leben. Durch die Inflation verarmte seine Familie, und er musste seine Hochschulausbildung abbrechen, um als Kurzwarenverkäufer zu arbeiten. In seiner Freizeit beschäftigte sich Eisenstaedt mit fotografischen Techniken, entdeckte das Stilmittel der Ausschnittsvergrößerung für sich und begann damit zu experimentieren. Bei einem Bericht für die Zeitschrift Weltspiegel über ein Tennisturnier fand die Aufnahme einer Tennisspielerin so viel Anklang, dass der weitere Berufsweg Eisenstaedts als freier Fotograf geebnet war.
1927 begann er, wie schon 1914, als freier Mitarbeiter für das Berliner Tageblatt zu fotografieren. Im Berlin der 1920er Jahre begann auch sein Aufstieg: Die Motive, die er fand, verwandelte er in Bildnachrichten, nach denen die neu gegründeten Illustrierten und Bildagenturen suchten. 1929 machte er den Fotojournalismus zu seinem festen Beruf. Bereits sein erster Auftrag über die Nobelpreis-Nominierung des Schriftstellers Thomas Mann im selben Jahr wurde viel beachtet. In den Folgejahren profilierte sich Eisenstaedt bevorzugt durch Porträtfotografien. Berühmt geworden sind u. a. die Aufnahmen von Marlene Dietrich, George Bernard Shaw, Richard Strauss, aber auch von Diktatoren wie Benito Mussolini und Adolf Hitler.
Durch die vom NS-Regime eingeleitete Verfolgung deutscher Juden war Eisenstaedt von einer Mitgliedschaft in der Reichskulturkammer ausgeschlossen und emigrierte  1935 in die Vereinigten Staaten. Bald wurde er der Starreporter von Associated Press. Der umtriebige und oft als „quirlig“ beschriebene Eisenstaedt fand bald Aufträge bei renommierten Verlagen und arbeitete für Publikationen wie Harper’s Bazaar, Vogue oder das gerade neu gegründete Life-Magazin, dessen wichtigster Mitarbeiter er werden sollte.

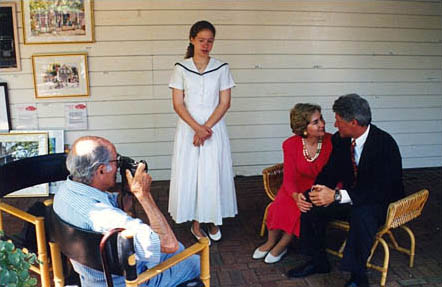
Die letzte Fotoarbeit von Alfred Eisenstaedt (sitzend): Eine Porträtserie der Familie Clinton auf Martha’s Vineyard im August 1993 für das People Magazine

In der Folgezeit lieferte Eisenstaedt für Life zahlreiche, oft prämierte Kriegsberichterstattungen (1950 wurde er Photographer of the Year), so z. B. mit seinen Reportagen über den Krieg zwischen Äthiopien und Italien sowie 1955 über das fünfundzwanzigjährige Kronjubiläum Haile Selassies in Äthiopien.
In den 1960er Jahren machte Eisenstaedt unzählige Reisen; so berichtete er über die Amtseinführung John F. Kennedys und dokumentierte die Anfangszeit des jungen Präsidenten. Ende der 1960er Jahre entstanden mehrere Essays mit zumeist kulturellen Aspekten: Schauspieler- und Künstlerporträts z. B. von Sophia Loren oder dem Pianisten Vladimir Horowitz.
Seit 1949 war er bis zu ihrem Tod mit Alma „Kathy“ Kaye (1911–1972) verheiratet. Eisenstaedt starb 1995 während eines Urlaubs auf Martha’s Vineyard an einem Herzstillstand.
Im Laufe der Zeit wurden über 2.500 seiner Bildreportagen gedruckt, dazu 92 Titelfotos für Life. Bis ins hohe Alter – er war über siebzig Jahre lang aktiv – war er einer der einflussreichsten Chronisten mit der Kamera.
Eisenstaedt ist (postum) Ehrenmitglied des Bund Freischaffender Foto-Designer (BFF).

## Werk
Alfred Eisenstaedt hat sich fotografisch nie auf bestimmte Sujets spezialisiert. Er lieferte sowohl humorvolle Bildberichte z. B. über schlittschuhlaufende Kellner in St. Moritz wie überaus zeitkritische Aufnahmen. Er lichtete Personen der Zeitgeschichte ab, wie auch völlig unbekannte Menschen in Alltagssituationen.
Eisenstaedts Arbeiten sind gekennzeichnet von einer natürlichen Ungezwungenheit im Umgang mit Menschen und den Dingen. Er gehörte zu den ersten, die ausschließlich mit Kleinbildkamera arbeiteten. Alfred Eisenstaedt gehört neben Erich Salomon zu den Pionieren der so genannten Available-Light-Fotografie. Eisenstaedt setzte bevorzugt auf die vorgefundenen Lichtverhältnisse, arbeitete mit hochempfindlichem Filmmaterial und offener Blende; er verzichtete auf Blitzlicht oder gestellte Szenen, um die Authentizität der Situation zu erhalten.
Diese Technik erlaubte ihm die Diskretion und die Flexibilität, die er für die Bilder der Schönen und Reichen (z. B. für Vogue oder Harper’s Bazaar), aber auch für die „Bösewichter“ der Politik brauchte. So war ihm die Kamera weniger Tarnkappe als ein mechanisches Auge. Unter der riesigen Zahl von Fotos, die er in Life veröffentlichte, sind einige, die allein Weltruhm erlangt haben (so etwa der Freudenkuss bei der New Yorker Siegesparade 1945 auf dem Times Square). Er war nie ein kantiger Sozialkritiker – eher charmant und optimistisch. Gleichwohl gehen manche seiner Aufnahmen dem Betrachter unter die Haut, denn sein Blick blieb nie oberflächlich, ging immer auch in die Tiefe. Eisenstaedt war faktisch einer der Begründer des Fotojournalismus als Kunstform.
Eine der beeindruckendsten wie beklemmendsten Fotosequenzen Eisenstaedts stellen Aufnahmen von Joseph Goebbels dar, die er 1933 bei einer Tagung des Völkerbundes in Genf aufgenommen hatte. Goebbels zeigte sich zunächst freundlich, verzog sein Gesicht allerdings zu einer hasserfüllten Miene, als er erfuhr, dass ausgerechnet der Fotograf, der ihn gerade ablichtete, jüdischer Abstammung sei. Letzteres Foto ging durch die Weltpresse. Eisenstaedt selbst ist sich erst viel später in seiner Autobiographie „Eisenstaedt über Eisenstaedt“ der Aussagekraft des Fotos bewusst geworden.
Das bekannteste Bild von Eisenstaedt ist V-J Day in Times Square aus einer Serie von vier Bildern, die er am Tag des Sieges über die Japaner, dem V-J Day am 14. August 1945, aufnahm. Das mittlerweile in zahllosen Postershops weltweit erhältliche Foto zeigt einen Matrosen am Times Square in New York, der im Freudentaumel spontan-zupackend eine ihm fremde Krankenschwester küsst. Die Frau stammte, welche Symbolik, aus Österreich, war aufgrund ihrer jüdischen Vorfahren vor dem NS-Regime geflüchtet und fand in den USA Zuflucht und Sicherheit. Ihr Name war Margarete Zimmer. Ein Originalabzug „V-J Day Kiss in Times Square“ wurde 2016 in einem österreichischen Auktionshaus für 48.000 Euro versteigert.
Alfred Eisenstaedt zählt neben Robert Capa, Henri Cartier-Bresson und Lee Miller zu den meistpublizierten Bildreportern der Welt.